# Antony Armstrong-Jones

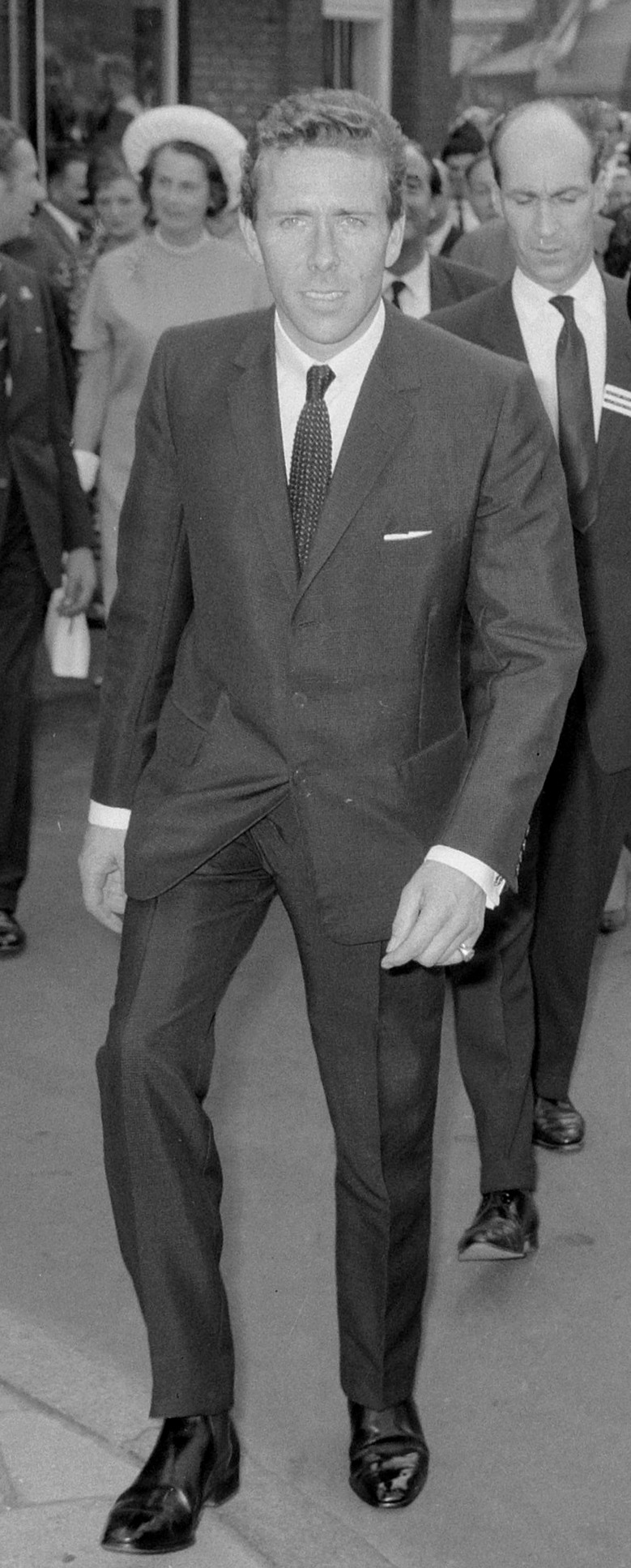
Antony Armstrong-Jones in 1965

Antony Charles Robert (Tony) Armstrong-Jones, 1e graaf van Snowdon, baron Armstrong-Jones, ook bekend als Lord Snowdon (Londen, 7 maart 1930 – aldaar, 13 januari 2017), was een Britse fotograaf en filmmaker die van 1960 tot 1978 de echtgenoot was van prinses Margaret, de jongere zus van de Britse koningin Elizabeth II.

## Levensloop
Armstrong-Jones werd geboren in Londen als zoon van een advocaat. Zijn moeder was actief binnen de Labour Party. Hij studeerde aan het Eton College en aan de Universiteit van Cambridge. Nadat hij twee keer was gezakt voor het architectexamen ging hij aan de slag als fotograaf. Hij maakte vooral veel foto's op het gebied van mode, design en theater. Zijn foto's werden gepubliceerd in verschillende tijdschriften en de National Portrait Gallery heeft meer dan honderd foto's van Armstrong-Jones in de collectie.
In 1957 maakte hij officiële portretten van koningin Elizabeth II en haar man prins Philip. Op 26 februari 1960 verloofde Armstrong-Jones zich met prinses Margaret, de zuster van koningin Elizabeth. Op 6 mei van datzelfde jaar trouwden ze en even later werd Armstrong-Jones als graaf van Snowdon en burggraaf Linley in de adelstand verheven. Het paar kreeg twee kinderen; David in 1961 en Sarah in 1964.
Het huwelijk was overigens geen succes. Beiden hielden er buitenechtelijke relaties op na. Het paar scheidde in 1978 en Lord Snowdon hertrouwde in datzelfde jaar met Lucy Marie Davies, met wie hij een jaar later nog een dochter kreeg. Naast dit huwelijk had hij een langdurige relatie met journaliste Ann Hill, die in 1996 overleed na een overdosis. Snowdon en Lucy Marie Davies scheidden in 2000, toen bleek dat Snowdon in 1998 vader was geworden van een buitenechtelijke zoon. In 2008 bekende hij tevens de vader te zijn van een dochter die in 1960 kort na zijn huwelijk met prinses Margaret was geboren.
Lord Snowdon overleed in 2017 op 86-jarige leeftijd in Kensington.
- Bibsys: 15011616
- Bibliothèque nationale de France: cb14976546v (data)
- CiNii: DA08911828
- Gemeinsame Normdatei: 118615149
- International Standard Name Identifier: 0000 0001 2018 6277
- Library of Congress Control Number: n79079295
- Nationale Bibliotheek van Letland: 000123094
- MusicBrainz: 0050d140-038d-4ca2-b4c3-0368a3979da5
- National Archives and Records Administration: 10581346
- Nationale bibliotheek van Australië: 35509267
- Nationale Bibliotheek van Israël: 987007268118105171
- Nationale Bibliotheek van Polen: a0000002848029
- Nationale en Universitaire bibliotheek Zagreb: 000565380
- Nederlandse Thesaurus van Auteursnamen: 06969642X
- PIC: 9668
- Réseau des bibliothèques de Suisse occidentale: 02-A012785311
- RKD-Nederlands Instituut voor Kunstgeschiedenis: 207096
- LIBRIS: 310846
- SNAC: w6x93swm
- Système universitaire de documentation: 153513039
- Union List of Artist Names: 500123798
- Virtual International Authority File: 95159788